# Patnanungan
Patnanungan ist eine philippinische Stadtgemeinde in der Provinz Quezon. Sie hat 14.606 Einwohner (Zensus 1. August 2015). Sie liegt auf der gleichnamigen Insel Patnanungan, die Teil des Polillo-Archipels ist, im Norden der Bucht von Lamon.

## Baranggays
Patnanungan ist politisch in sechs Baranggays unterteilt.
- Amaga
- Busdak
- Kilogan
- Luod
- Patnanungan Norte
- Patnanungan Sur (Pob.)